# Three Drives
Three Drives (auch: 3 Drives on a Vinyl) ist das gemeinsame Musikprojekt der beiden niederländischen DJs Erik de Koning (DJ Enrico) und Ton van Empel (DJ Ton T.B.). Beiden gelang Ende der 1990er Jahre mit dem Track Greece 2000 ein Klassiker des Trance.

## Werdegang
Koning und Empel produzierten die Aufnahme 1998. Sie setzt weitgehend auf einem Sample des Tracks Chinatown der italienischen Discoband Cruisin’ Gang aus dem Jahr 1984 auf. Die Produktion wanderte zunächst durch die europäischen Clubs. Anfang 1999 veröffentlichte das britische Dancelabel Hooj Choons den Track als Single, die daraufhin bis auf Platz 12 der britischen Popcharts stieg. Von Greece 2000 entstanden zahlreiche Remixe, die unter verschiedenen Ländernamen veröffentlicht wurden: Turkey 2000, USA 2000, France 2000, Italy 2000, Germany 2000, UK 2000.
In den folgenden Jahren landeten die beiden DJs weitere Charterfolge. Zudem entstanden etwa ein Dutzend Remixe für andere DJs, darunter Mark van Dale, Yves Deruyter und Blank & Jones.

## Diskografie
- 1999: 2000
- 2003: Melodies from the Universe